# Friedwardt Winterberg
Friedwardt Winterberg (Berlim, 12 de junho de 1929) é um físico teórico alemão/estadunidense, professor da Universidade de Nevada em Reno.
Winterberg escreveu um artigo em 2009 estabelecendo que a teoria geral da relatividade de Einstein não pode ser reconciliada com a teoria quântica na tentativa de Einstein de reduzir toda a física à geometria.